# Погруддя М.Ю. Лермонтова (Кривий Ріг)
47°54′26″ пн. ш. 33°20′44″ сх. д. / 47.90724° пн. ш. 33.34562° сх. д.
Погруддя М. Ю. Лермонтова — колишній пам'ятник-погруддя радянської доби російському письменнику Михайлу Лермонтову, що існував у 1964—2024 рр. у місті Кривий Ріг. Демонтований 15 листопада 2024 року в рамках деколонізації після початку широкомасштабного вторгнення Росії в Україну.

## Історія
Погруддя встановили з ініціативи криворізького архітектора і дизайнера Юрія Петровича Сича 3.10.1964 року з нагоди 150-річчя з дня народження поета по вулиці Лермонтова, 10 Центрально-Міського району м. Кривий Ріг Спочатку бюст виготовили з оргскла, але матеріал виявився ненадійним. 
Через декілька років розпочалась руйнація пам'ятника. Чавунне погруддя відлила в ливарному цеху заводу «Криворіжсталь» бригада формувальників-ливарників під керівництвом Миколи Петровича Рєпнікова. Автори: скульптор Олександр Васильович Васякін, архітектор Юрій Петрович Сич.
Демонтований 15 листопада 2024 року в рамках деколонізації після початку широкомасштабного вторгнення Росії в Україну.

## Опис
Погруддя і подіум із чавуну (загальна висота з подіумом 1,0 м) вкриті чорною фарбою. Погруддя зображало молодого чоловіка з коротким кучерявим волоссям, з вусами, одягненого у військовий кітель, зверху якого пов'язаний плащ. Постамент прямокутної форми з червоного граніту (розміри в плані 0,70×0,70 м, висота 2,50 м). У верхній частині постаменту з лицьової сторони розміщено 3 рядковий напис великими літерами: «М. Ю. / ЛЕРМОНТОВ / 1814—1841». Постамент розташовано на прямокутному майданчику із сірих гранітних плит. Навколо майданчика було розбито квітник у вигляді літери «П», огороджений бордюром.